# Sclerolobium tinctorium
Sclerolobium tinctorium är en ärtväxtart som beskrevs av George Bentham. Sclerolobium tinctorium ingår i släktet Sclerolobium och familjen ärtväxter.

## Underarter
Arten delas in i följande underarter:
- S. t. tinctorium
- S. t. uleanum